# كرة القدم
كرة القدم هي رياضة جماعية تُلعب بين فريقين يتكون كل منهما من أحد عشر لاعبًا تلعب بكرة مُكوَّرة. يلعب كرة القدم 250 مليون لاعب في أكثر من مائتي دولة حول العالم، ف لذلك تكون الرياضة الأكثر شعبية وانتشارًا في العالم. تُلعب كرة القدم في ملعب مستطيل الشكل مع مرميين في جانبيه. الهدف من اللعبة هو إحراز الأهداف بركل الكرة داخل المرمى.
حارس المرمى هو اللاعب الوحيد الذي يُسمح له أن يلمس الكرة بيديه أو ذراعيه، بشرط أن يكون داخل منطقة الجزاء. يستخدم اللاعبون غير الحارس أرجلهم غالبًا في التسديد أو تمرير الكرة ويمكنهم أيضًا استخدام رأسهم لضرب الكرة. الفريق الذي يحرز أهدافًا أكثر يكون هو الفائز. إذا أحرز الفريقان أهدافًا متعادلة في نهاية المباراة، فتكون نتيجة المباراة إما التعادل أو تدخل المباراة في نظام الوقت الإضافي و/أو الضربات الترجيحية ويعتمد ذلك على نظام البطولة. وضع الاتحاد الإنجليزي لكرة القدم قوانين لعبة كرة القدم سنة 1863 في إنجلترا . يترأس لعبة كرة القدم دوليًّا الاتحاد الدولي لكرة القدم (الفيفا). تُنظّم بطولة كأس العالم لهذه الرياضة مرة كل أربع سنوات وهي البطولة الأهم دوليًّا.
تطور أسلوب لعب كرة القدم عبر التاريخ، وكذلك الضوابط والقوانين الخاصة بها، حتَّى وصلت إلى المرحلة الحالية المعروفة بكرة القدم الحديثة، التي لم تعد تركز على الهجوم وإحراز العدد الأكبر من الأهداف بقدر ما أصبحت تركز على التكتيك والمهارة، وهي تتمثل بالتنظيم العام الذي يستخدمه مدرب فريق كرة القدم لضبط تحركات الفريق داخل الملعب لتحقيق النتيجة المخطط لها.

## أصل التسمية
وُضعت قوانين كرة القدم في إنجلترا سنة 1863 واستُخدم اسم «كرة قدم الاتحاد» ليميز اللعبة عن باقي الألعاب التي كانت تحمل اسم كرة قدم أيضًا في ذلك الوقت، وخصوصًا كرة قدم الرجبي. ظهر مصطلح سوكر في إنجلترا، وكان أول ظهور له في ثمانينات القرن التاسع عشر، اختصارًا لكلمة اتحاد بالإنجليزي وهي "أسوسياشن". في عالم المتحدثين بالإنجليزية، تُستخدم كلمة كرة قدم في المملكة المتحدة، على حين تستخدم كلمة سوكر في الولايات المتحدة وكندا. وفي دول أخرى مثل أستراليا ونيوزلندا قد يُستخدم أحد المصطلحين أو كلاهما.

## تاريخ كرة القدم

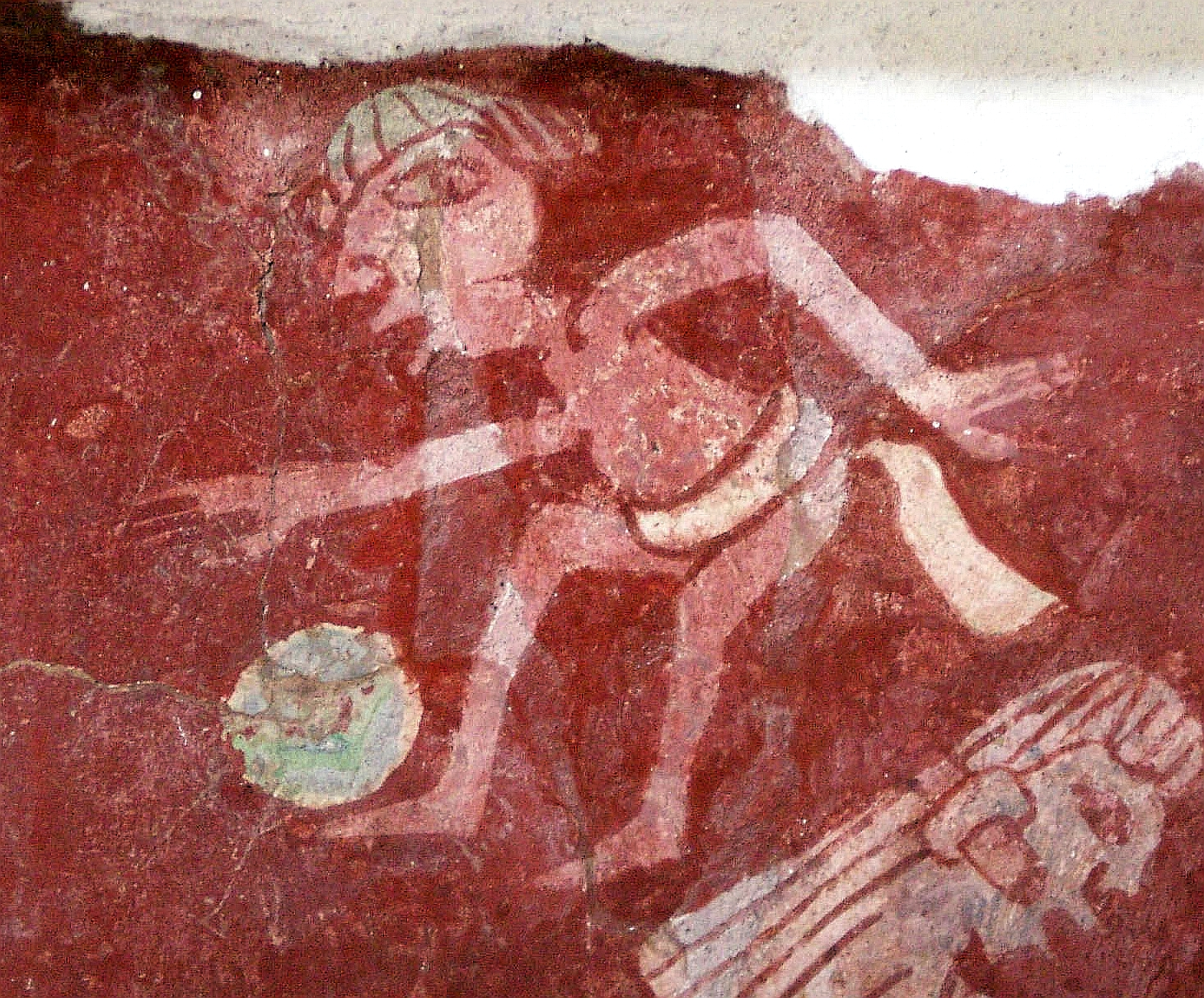
رسم لشخص من أمريكا الوسطى وهو يلعب لعبة شبيه بكرة القدم. لعبت هكذا ألعاب شبيهة في أمريكا الوسطى منذ 1,400 سنة ق.م على الأقل.

هناك نوعان من ألعاب كرة القدم وُثِّق وجودها تاريخيًّا في أوروبا وهي: إيبسكسروس، من اليونان القديمة وهارباستوم، التي ظهرت خلال العهد الروماني. وكِلتا اللعبتين تشبهان كرة القدم التي يتجمهر عليها الناس وهي غير مسجلة، وتُلعب فيها كرة القدم بحملها باليد أكثرَ منها بركلها. وهناك العديد من المنافسات القديمة التي تقوم حول ركل كرة في عدد قليل من البلدان، مثل التسوجو في الصين. وهناك أيضًا ألعاب مشابهة ولكن غير تنافسية مثل الكيماري في اليابان والووغاباليري في أستراليا. تعتمد القوانين الحديثة لكرة القدم على الجهود التي بُذلت في وسط القرن التاسع عشر لتوحيد الأنواع المختلفة لكرة القدم التي كانت تُلعب في مدارس إنجلترا المحلية. يعود تاريخ كرة القدم في إنجلترا إلى القرن الثامن على الأقل.
كان لقوانين كامبردج التي وُضعت في سنة 1848 في جامعة كامبريدج، أثر بارز في تطوير الرموز للعبة كرة القدم. وقد كُتبت قوانين كامبردج في كلية الثالوث من الجامعة سالفة الذكر خلال لقاء بين مندوبين من كلية أيتون ومدرسة هارو ومدرسة الرجبي ومدرسة وينتشستر ومدرسة شروسبري. غير أن هذه القوانين لم تُتَبنى جامعيًّا. أثناء خمسينات القرن التاسع عشر، تشكلت العديد من النوادي غير المرتبطة بالمدارس أو الجامعات في جميع أنحاء عالم المتحدثين بالإنجليزية، للترفيه عن المنتسبين عبر لعب أشكال مختلفة من كرة القدم. بعض هذه النوادي ابتكر قوانينه الخاصة للعبة، ومن أبرزها نادي شيفيلد لكرة القدم، الذي أصبح في نهاية المطاف جزءًا من إتحاد شيفيلد وهالمشير لكرة القدم سنة 1867. ابتكر جونز تشارلز ثرينغ في عام 1862 من مدرسة آبنغهام مجموعة من القوانين المؤثرة في اللعبة.

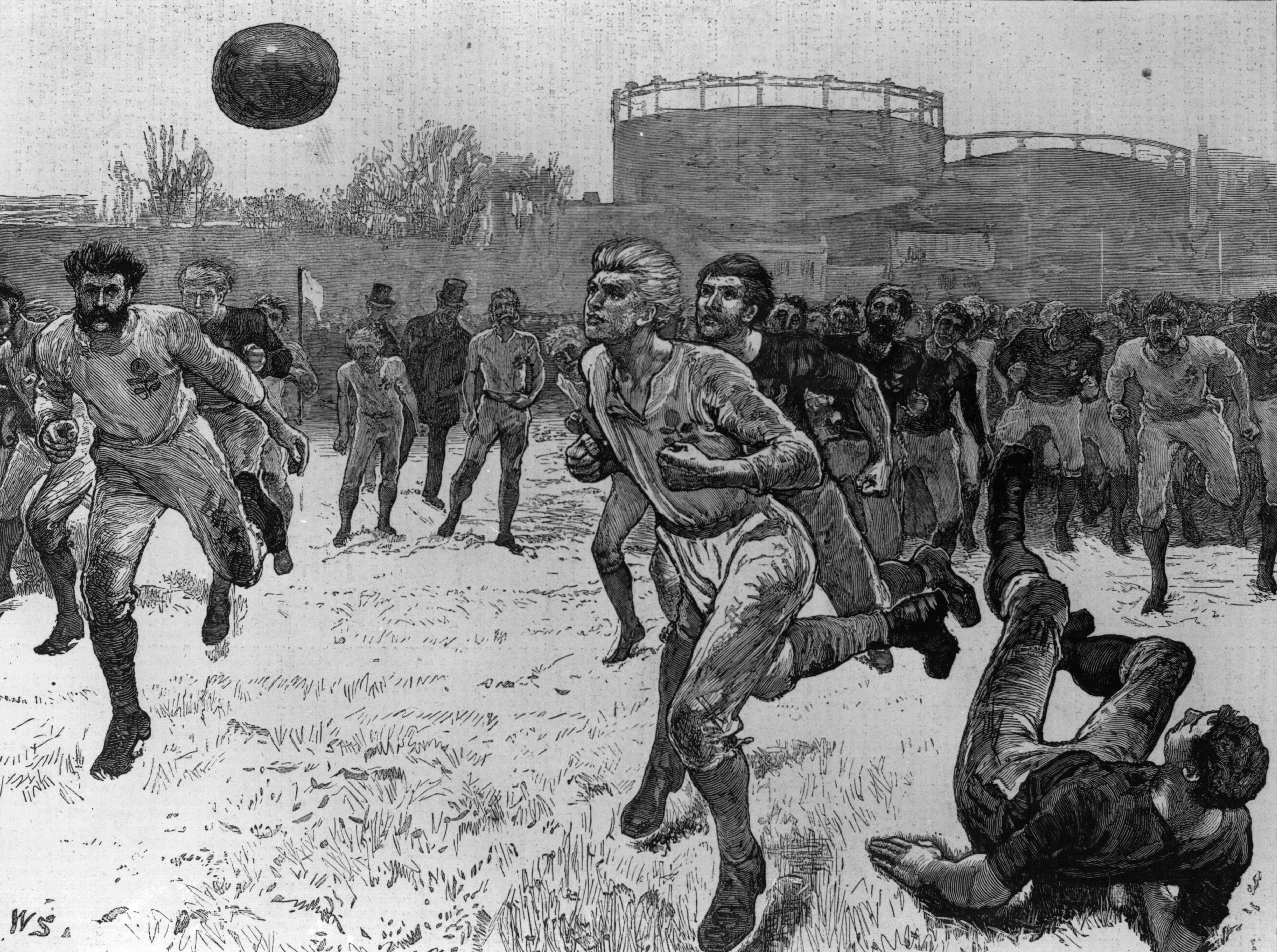
إنجلترا تلعب ضد اسكتلندا في أول مباراة دولية رسمية في سنة 1872.

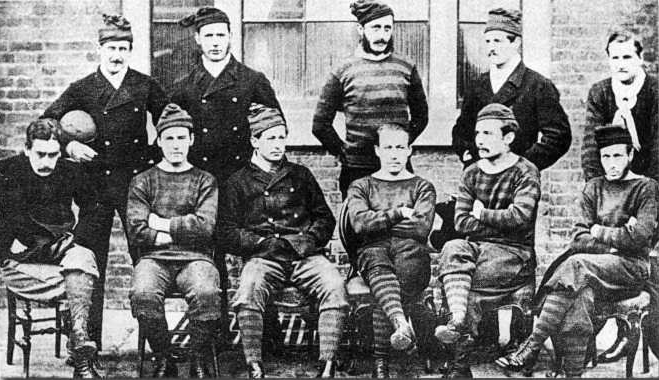
فريق رويال إنجينيرز الذي وصل لأول نهائي لكأس الاتحاد الإنجليزي في سنة 1872.

أسهمت هذه الجهود المستمرة إلى تشكيل الاتحاد الإنجليزي لكرة القدم سنةَ 1863، والذي عقد أول اجتماعاته صباح 26 أكتوبر 1863 في حانة الماسونيين في شارع الملكة العظيمة بمدينة لندن. وكانت المدرسة الوحيدة التي مثلت في هذه المناسبة هي مدرسة كارترهاوس. شكلت حانة الماسونيين مقرًّا لخمسة اجتماعات أخرى أقيمت بين أكتوبر وديسمبر وقد وُضعت خلالها أولى القواعد الشاملة لقوانين اللعبة. أمين عام اتحاد الكرة ومندوب نادي بلاك هيث انسحب ناديه من اتحاد الكرة في آخر اجتماع بسبب اعتراضه على حذف قاعدتين كانتا قد أُقرَّتا في الاجتماعات السابقة، الأولى هي حمل الكرة باليد والجري بها والثانية هي إعاقة اللاعبين بركل ساق اللاعب أو تعثيره أو مسكه (على حين يُسمح بذلك في الرجبي). وسرعان ما أبدت نوادي الرجبي الأخرى اعتراضها على هذا الأمر ولم تدخل اتحاد كرة القدم بل بدلًا من ذلك شكلت في عام 1871 اتحاد كرة الرجبي. أما النوادي الأحد عشر الباقية تحت إدارة إبنيزير كوب مورلي، فقد صدقت على القوانين الثلاثة عشرة الأصلية والتي تشمل حمل الكرة باليد، وفقدان المرمى لعارضة واحدة، وقد شابهت هذه القوانين بشكل لافت القوانين الفيكتورية لكرة القدم التي بدأت بالتطور في ذلك الوقت في أستراليا. أما عن شيفيلد يونايتد فقد بقي أعضاءه يلعبون وفق قوانينهم الخاصة حتى سبعينات القرن التاسع عشر.
يحدد قوانين اللعبة حاليًا مجلس الاتحاد الدولي لكرة القدم. شُكِّل مجلس الاتحاد الدولي عام 1886 بعد اجتماع في مانشستر بين الاتحاد الإنجليزي، والإسكتلندي، والويلزي والأيرلندي الشمالي. أقدم منافسة كرة قدم في العالم هي بطولة كأس الاتحاد الإنجليزي الذي أوجده تشارلز ألكوك، وقد أخذت الفرق الإنجليزية تتنافس في هذه البطولة منذ سنة 1872. وكانت أول مباراة رسمية دولية بين اسكتلندا وإنجلترا في عام 1872 في غلاسكو وكانت أيضًا بمساع من ألكوك. إنجلترا هي موطن أول دوري كرة قدم في العالم وقد أوجد في عام 1888 في برمنغهام بواسطة ويليام ماكغريغور مؤسس نادي أستون فيلا. تضمن التشكيل الأصلي للدوري اثنا عشر ناديًا من الأراضي الوسطى في إنجلترا والشمال. تشكلت الفيفا وهي الهيئة الدولية لكرة القدم في باريس عام 1904 وأعلنت أنها قد تتقيد بقوانين اللعبة. أدت شعبية اللعبة العظمى إلى دخول مندوبي الفيفا في مجلس الاتحاد الدولي سنةَ 1913. يتكون المجلس حاليًا من أربعة مندوبين من الفيفا ومندوب واحد من كل اتحاد بريطاني.
تُلعب كرة القدم اليوم بمستويات احترافية في جميع أنحاء العالم. وكثيرًا ما يذهب الملايين من الناس عادةً لاستادات كرة القدم لتشجيع فرقهم المفضلة، على حين يشاهد المليارات من الناس المباريات على التلفاز أو الإنترنت. هناك أيضًا عدد كبير من الناس يلعبون الكرة في مستويات مبتدئة. وفقًا لمسح أجرته الفيفا في سنة 2001، فإن هناك أكثر من 240 مليون شخص في أكثر من 200 دولة يلعبون كرة القدم. تتمتع مباريات كرة القدم بأعلى نسبة مشاهدة تلفزيونية من بين جميع الرياضات.
في العديد من الأنحاء من العالم، تستحضر كرة القدم حماسًا وتلعب دورًا مهمًّا في حياة المشجعين الأفراد والمجتمعات المحلية، والدول أيضا. يقول ر. كابوشنسكي أن الشخص المهذب والخجول في أوروبا تثار حماسته عند اللعب بكرة القدم أو مشاهدة مبارياتها. ومن أبرز الأدلة على الدور الذي تلعبه هذه الرياضة في حياة الناس والأمم الهدنة التي ساهم منتخب ساحل العاج لكرة القدم في تأمينها خلال أحداث الحرب الأهلية العاجية الأولى في عام 2006، ومساهمته في تخفيف حدة التوتر بين الحكومة وقوات الثوار سنةَ 2007 عبر لعب مباراة في عاصمة الثوار بواكي، الأمر الذي اعتبر فرصة جمعت كلا الجيشين بسلام لأول مرة. في المقابل، كانت كرة القدم السبب المباشر لحرب كرة القدم في يونيو 1969 بين السلفادور وهندوراس. أثارت كرة القدم أيضًا التوتر في بداية حرب يوغسلافيا أوائلَ تسعينات القرن العشرين، عندما تحولت مباراة بين نادي دينامو زغرب وريد ستار بلغراد إلى أعمال شغب في مايو 1990.

## طريقة اللعب

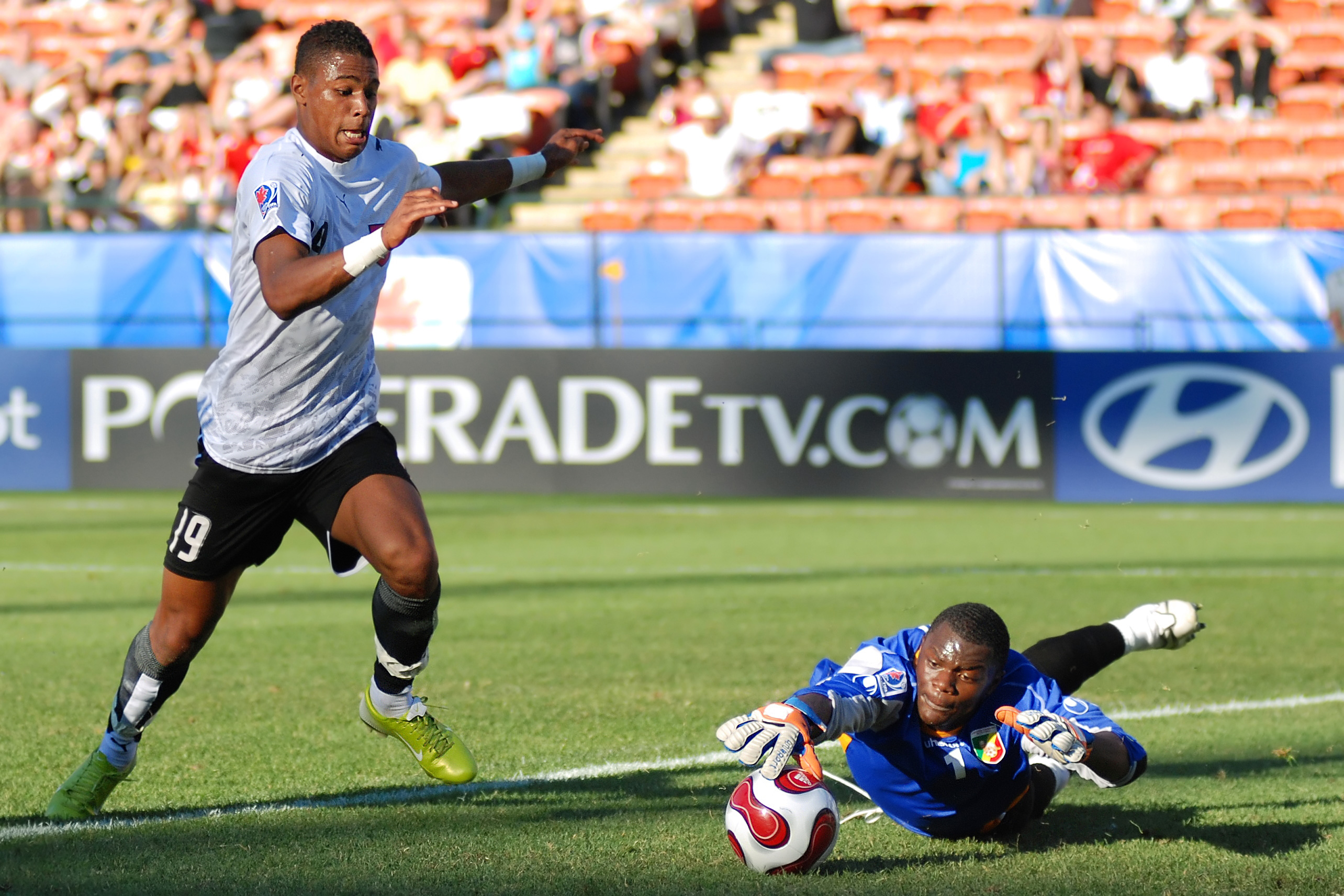
حارس يصد تسديدة قريبة داخل منطقة الجزاء

تُلعب كرة القدم وفقًا لقوانين محددة تُعرف بقوانين اللعبة. يُستخدم في اللعب كرة محيطها 71 سم وتُعرف «بكرة القدم». يتنافس فريقان في اللعبة يكون كل منهما من 11 لاعب، وعلى كل فريق أن يدخل الكرة داخل مرمى الفريق الآخر (بين القائمين وتحت العارضة) وبهذه الطريقة يُحرز هدف. الفريق الذي يُحرز أكبر عدد من الأهداف في نهاية المباراة هو الفائز. إن أحرز كلا الفريقين عدد الأهداف نفسه، أو لم يحرزا أي أهداف، حدث التعادل. يقاد كل فريق بكابتن لديه مهمة رسمية واحدة فقط كما هو منصوص عليه في قوانين اللعبة وهي: المشاركة في قرعة رمي العملة قبل بدء المباراة أو ضربات الجزاء.
القاعدة الأساسية في اللعبة هي ألّا يلمس اللاعبون ما عدا حارس المرمى الكرة بيدهم أو ذراعهم أثناء اللعب، إلا إذا كانوا يُنَفَّذُون رمية تماس. مع أن اللاعبين يستخدمون عادةً أقدامهم لتحريك الكرة، فإنه بإمكانهم استخدام أي جزء آخر من جسدهم (لا سيما الرأس للضربة الرأسية) ما عدا يدهم أو ذراعهم. أثناء اللعب، يمكن للاعبين أن يركلوا الكرة في أي اتجاه ويتحركوا بحرية داخل الملعب ما دام أن الكرة لا تُلعب للاعب يقف في حالة تسلل.

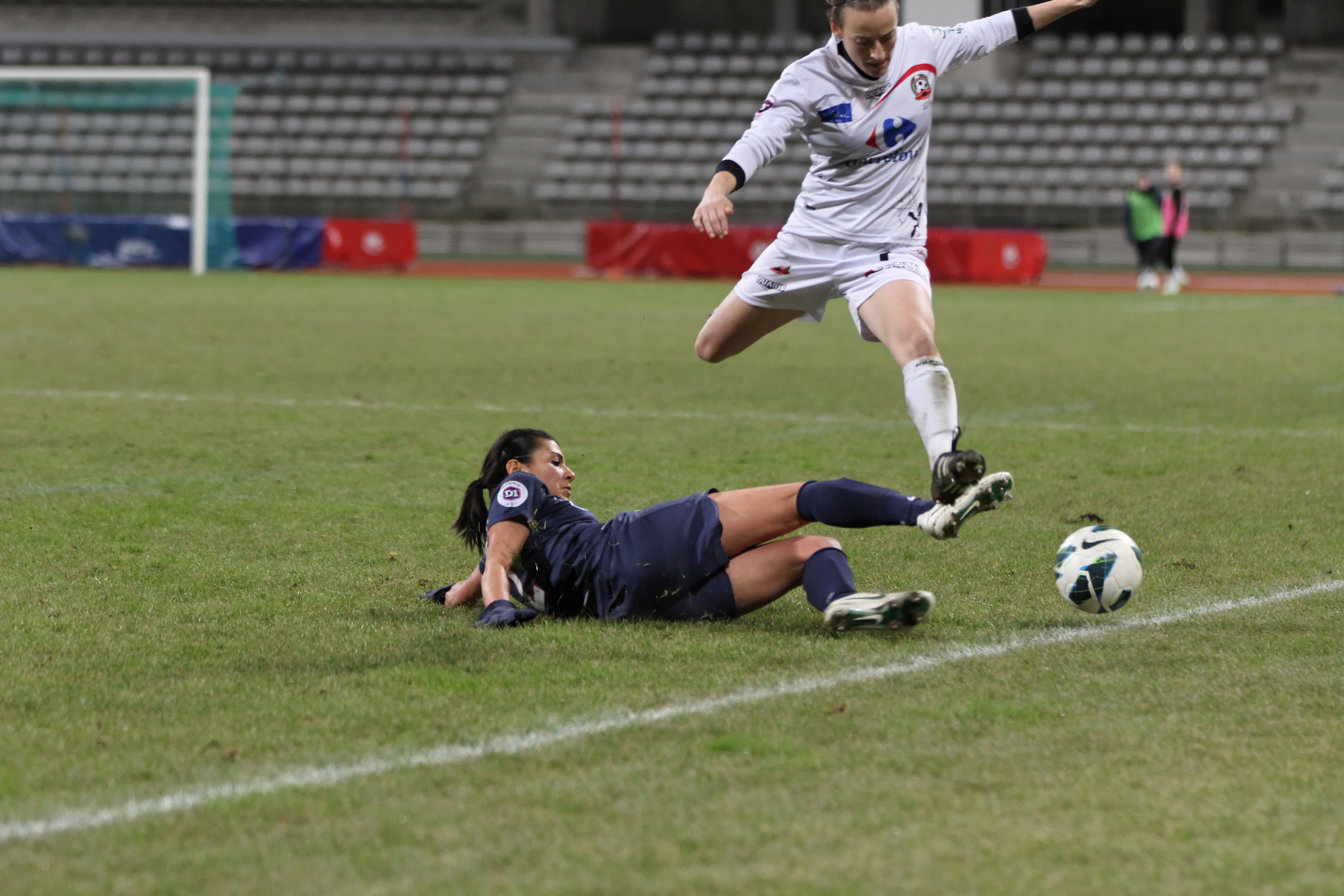
لاعبة تنزلق في محاولة لانتزاع الكرة من لاعبة الفريق المنافس.

في المباراة التقليدية، يحاول اللاعبون أن يجدوا فرص مناسبة لإحراز هدف عبر التحكم الفردي بالكرة، مثل المحاورة والمناورة والمراوغة بالكرة، أو بتمرير الكرة إلى الزملاء في الفريق والتسديد باتجاه المرمى، والذي يحرسه الحارس لمنع دخول الكرة إليه. يحاول اللاعبون من الفريق المنافس التحكم بالكرة عبر الحصول عليها عبر قطعها من الخصم، باعتبار أن الاحتكاك الجسدي بين الخصوم محدود. كرة القدم لعبة سلسة لا تتوقف إلا إذا خرجت الكرة خارج الملعب أو أوقف الحكم اللعب بسبب انتهاك أحد القوانين. ويستمر اللعب بإعادة خاصة.
في المستويات المحترفة من اللعبة، تُحرز أهداف قليلة في المباريات. مثلًا في موسم 2005-06 من الدوري الإنجليزي الممتاز كان معدل التسجيل في المباراة الواحدة هي 2.48 أهداف في المباراة الواحدة. لم تخصص قوانين اللعبة مواضع للاعبين إلا للحارس، وفي ظل تطور قواعد لعبة كرة القدم أصبح الفريق يُقسم هذه المواضع إلى 3 تصنيفات أساسية: المهاجمون الذين تتمثل مهمتهم الأساسية في تسجيل الأهداف، والمدافعون المتخصصون في إعاقة تقدم الخصوم لإحراز هدف، ولاعبو الوسط الذين يحافظون على الكرة ويمررونها إلى زملائهم المهاجمين. هذه المواضع تُقسم إلى أصناف فرعية حسب موضعهم في الملعب الذي يقضون أكبر وقت من اللعب فيه. مثل قلب الدفاع ولاعبي الوسط على اليمين واليسار. يمكن للاعبين أن يتحركوا من مواضعهم قليلًا ويمكن تبديل مواقعهم في أي وقت. تُسمى خطة وضع اللاعبين تشكيلة أو تقسيمة. وعادةً المدرب هو من يقوم بوضع التشكيلة والتكتيكات.

## قوانين اللعبة
هناك 17 قانونًا رسميًّا أصليًّا للعبة، كل منها يتضمن شروطًا ومبادئ توجيهية. صُممت هذه القوانين لتناسب جميع المستويات من كرة القدم، لكن مع بعض التعديلات لتناسب بعض الفئات من الناس مثل الأطفال والناشئين والنساء والناس الذين يعانون من إعاقات جسدية. وهذه القوانين غالبًا ما تصاغ في عبارات عامة، مما يتيح المرونة في تطبيقها اعتمادًا على طبيعة اللعبة. تسهر الفيفا على تطبيق قوانين اللعبة، على الرغم من أنها ذُكرت ووُضعت من قبل مجلس الاتحاد الدولي لكرة القدم (IFAB). بالإضافة إلى القوانين السبعة عشر، تلعب قرارات وتوجيهات مجلس الإتحاد أيضًا دورًا في تنظيم هذه الرياضة.

### اللاعبون والمعدات والحكم

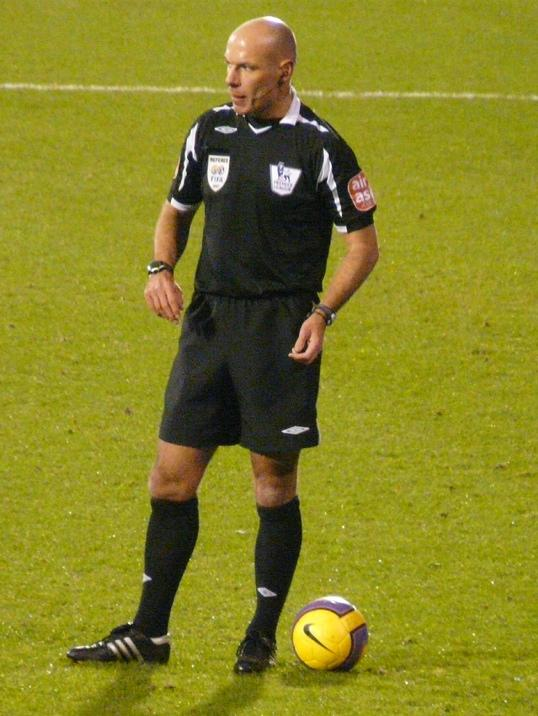
حكم في إحدى المباريات.

يلعب في كل فريق 11 لاعب دون احتساب البدلاء، وينبغي أن يكون واحد من هؤلاء حارس مرمى. في الغالب تحدد المسابقات والبطولات عددًا أدنى للاعبين عادةً ما يصل إلى 7 لاعبين. الحارس هو الوحيد المسموح له استخدام الأيدي والأذرع داخل منطقة جزاءه. هناك العديد من المراكز والوظائف للاعبين يكلفهم بها المدرب باستثناء حارس المرمى ولكن هذه الوظائف غير ملزمة في القوانين، أي أن هذه المراكز يحددها المدرب وقابلة للتغيير في أي وقت حسب الحاجة.
المعدات الأساسية أو زي اللاعبين هي إحدى العناصر الأساسية في كرة القدم، ويتكون زي كرة القدم من القميص والسروال القصير والجوارب والأحذية وواقي الساقين. أغطية الرأس بأنواعها ليست مطلوبة، وليست جزء من الزي، ولكن حاليًا بعض اللاعبين يلبسونها لحماية أنفسهم من إصابات الرأس. يُمنع اللاعبين من لبس كل ما قد يضرهم أو يضر اللاعبين الآخرين، مثل الحلي والساعات. يجب على الحراس لبس زي غير مشابه لزي اللاعبين أو الحكام حتى يسهل تمييزهم.
هناك عدد من اللاعبين قد يُستبدلوا بالاحتياط أو البدلاء، أثناء توقف اللعب المؤقت، وفي معظم البطولات الدولية والدوريات الاحترافية، فإن أقصى عدد للتبديلات هو 3 تبديلات. ولكن هذا العدد قد يختلف في بطولات أخرى أو في المباريات الودية. الأسباب الرئيسية للتبديلات، هي إصابة اللاعب أو إرهاقه، أو بسبب عدم تفاعله مع اللعبة، أو لسبب تكتيكي، أو لإضاعة الوقت في آخر الدقائق من المباراة. في البطولات الرسمية، اللاعب الذي استبدل وخرج من المباراة لا يمكنه الدخول واللعب في نفس المباراة مرة أخرى. مجلس الاتحاد الدولي لكرة القدم نص أن «لا يمكن أن تستمر مباراة إذا كان عدد اللاعبين في أحد الفريقيْن أقل من سبعة لاعبين». أي قرار يتعلق بمنح النقاط في المباريات المؤجلة يُترك للاتحادات الفردية.
تُحكم المباراة بواسطة الحكم الذي يتمتع «بالسلطة الكاملة لتطبيق قوانين اللعبة فيما يتعلق بالمباراة التي يديرها» (القانون 5)، وتُعد قرارات الحكم نهائية. يساعد حكمان مساعدان الحكم الأساسي في اتخاذ القرارات. وفي المباريات ذات المستويات العالية يكون هناك حكم رابع يساعد الحكم أيضًا وتكون له بعض المهمات البسيطة الخاصة به.

### الملعب

أبعاد وتفاصيل ملعب كرة قدم

كان طول ملاعب كرة القدم يحدد عن طريق استخدام الوحدات القياسية الإمبراطورية، وهي القوانين التي وضعت في إنجلترا بواسطة الاتحادات الأربعة البريطانية داخل مجلس الاتحاد الدولي. أعادت القوانين الحالية وضع الأبعاد بشكل مناسب للملاعب الحديثة، فأصبحت أبعاد الملاعب تقاس بالمكافئ المتري حتى اتخذت شكلها الحالي، على الرغم من ذلك تميل العامة في البلدات المتحدثة باللغة الإنجليزية لاستخدام الملاعب المخططة بالطريقة التقليدية مثل بريطانيا.
طول الملعب الذي تقام عليه المباريات الرسمية يتراوح بين 100 و110 متر (110–120 ياردة)، وعرضه يتراوح بين 64 و75 (70–80 ياردة). الملاعب التي لا تقام عليه مباريات رسمية يتراوح طولها بين 90 و120 متر (100–130 ياردة)، وعرضها بين 45 و90 متر (50–100 ياردة)، بشرط أن لا يكون: الملعب مربع. عدل مجلس الاتحاد الدولي سنة 2008 حجم الملعب بحيث يصل طوله إلى 105 أمتار (344 قدم) وعرضه إلى 68 متر (223 قدم) بحيث يكون قابلًا لإقامة البطولات الرسمية. إلا أن هذا القرار وضع على قائمة الانتظار ولم يُنفذ قط.
أطول الخطوط الحدودية هي خطوط التماس، وأقصر الخطوط الحدودية هي خطوط المرمى (حيث يوضع المرمى). يوضع مرمى مستطيل في وسط كل خط مرمى، ويجب أن يكون البعد بين العارضتين العموديتين 7.32 مترًا (8 ياردات) وارتفاع العارضة الأفقية عن الأرض 2.44 مترًا (8 أقدام) والتي ترتفع عن الأرض بواسطة العارضتين العموديتين. الشبكة توضع خلف المرمى، على أنه لا يوجد قانون ينص على وضع شبكة للمرمى. أمام كل مرمى منطقة مربعة محددة تعرف بمنطقة الجزاء. تحدد هذه المنطقة بواسطة خط المرمى وتمتد من الخط الأخير حتى 16.5 أمتار (18 ياردة) داخل الملعب بشكل عمودي يصل بينهما خط أفقي أيضًا. هذه المنطقة لها عدد من الوظائف، أبرزها أنها المنطقة التي يسمح للحارس بداخلها استخدام يديه. وتستخدم أيضًا لضربات المرمى، وضربات الجزاء، والضربات الترجيحية.

### المدة وقواعد كسر التعادل
تتألف المباراة الرسمية من نصفين مدة كل منهما 45 دقيقة، ويُعرفان بالشوطين. كلا الشوطين يجريان بدون توقف، أي أن الساعة لا تقف إذا توقف اللعب مؤقتًا. بين الشوطين هناك استراحة مدتها 15 دقيقة. تُعرف نهاية المباراة بنهاية الوقت الأصلي. الحكم هو الشخص المسؤول عن الوقت، وهو قد يسمح بتمديد المباراة لوقت إضافي بدلًا من الوقت الذي ضاع أثناء التبديلات، أو إصابة أحدهم، أو لأي سبب آخر أوقف اللعب. هذا الوقت المضاف عادة يسمى الوقت الإضافي أو وقت الإصابة أو الوقت بدل ضائع، أو يمكن تسميته أيضًا الوقت الضائع. تحديد مدة الوقت الضائع هي أيضًا مسؤولية الحكم الذي يقدره حسب الوقت الذي ضاع. الحكم هو من يشير إلى نهاية المباراة. الحكم الرابع مهمته أن يعلن الوقت الإضافي على حين يشير الحكم الأساسي إليه ليعرف كم قرر أن يضيف من الوقت. ثم يحمل الحكم الرابع لوحة إلكترونية فيها رقم الوقت الإضافي ليعلم اللاعبون والمشاهدون كم بقي من الوقت. الوقت الإضافي قد يمدد طويلًا بواسطة الحكم. كان قانون الوقت الإضافي مطلوبًا بسبب حادثة وقعت في سنة 1891، في مباراة بين أستون فيلا وستوك سيتي، إذ كان أستون فيلا فائز بنتيجة 1-0، وعندما بقي دقيقتان على انتهاء المباراة، حصل ستوك سيتي على ضربة جزاء. ركل حارس أستون فيلا الكرة بعيدًا خارج الملعب، فاستُغرق وقت لإحضار الكرة حتى انقضت التسعون دقيقة وانتهت المباراة ولم تنفذ ركلة الجزاء. ينص نفس القانون على أن مدة الشوط ولو انتهى الوقت الإضافي تمتد حتى تُنفذ ركلة الجزاء أو يعاد تنفيذها، وبذلك لن تنتهي مباراة وهناك ضربة جزاء تنتظر التنفيذ.
في منافسات الدواري، قد تنتهي المباراة بالتعادل. لكن في المنافسات التي فيها دور خروج المغلوب وتفرض وجود فائز، تستخدم قواعد مختلفة، ومنها قانون أهداف خارج القواعد إن كانت المباراة ذهاب وإياب، وأيضًا قد تعيد بعض المنافسات لعب المباراة التي كانت نتيجتها التعادل. وأيضًا المباراة التي تنتهي بالتعادل يمكن أن تدخل في الأشواط الإضافية، وهما شوطان مدة كل واحد منهما 15 دقيقة. فإن استمر التعادل، يُلجأ إلى الضربات الترجيحية (تُعرف رسميًّا في القوانين ب«الضربات من نقطة الجزاء») لتحديد أي فريق سيتأهل للمرحلة التي بعدها في البطولة. الأهداف التي تُسجل في الأشواط الإضافية تُحسب في النتيجة النهائية للمباراة، لكن الضربات من نقطة الجزاء تستخدم فقط لتحديد من يذهب للمرحلة التالية، أي أن الأهداف التي تحرز من الضربات الترجيحية لا تحسب من النتيجة النهائية.
في المنافسات التي تستخدم نظام الذهاب والإياب، يتنافس الفريقان على أرضهما مرة، وتُجمع النتيجتين المتحققتين من المباراتين لتحديد أي فريق أحرز أهدافًا أكثر ويتأهل. لكن إذا كانت مجموع النتيجتين هو التعادل، يُستخدم قانون أهداف خارج القواعد لتحديد الفائز، ويحدد الفائز عن طريق النظر إلى من سجل أهداف أكثر خارج أرضه. لكن إذا كان عدد الأهداف المسجلة في أرض الخصم لكلا الفريقين متساوي، يلجأ حينها إلى الأشواط الإضافية والضربات الترجيحية لتحديد الفائز والمتأهل.
حاول مجلس الاتحاد الدولي لكرة القدم منذ أواخر تسعينات القرن العشرين وبدايات الألفية الثالثة تجربة طرق متعددة لإنهاء المباراة دون اللجوء إلى الركلات الترجيحية، نظرًا لأنها طريقة غير مرغوبة لإنهاء مباراة. مثل إنهاء المباراة منذ الأشواط الإضافية، فإن سجل هدف واحد في الأشواط الإضافية انتهت المباراة (الهدف الذهبي)، وإن سجل فريق هدفًا في الشوط الإضافي الأول وانتهى فيُعتبر إذًا الفريق فائزًا (الهدف الفضي). استُخدم الهدف الذهبي في بطولة كأس العالم من سنة 1998 حتى سنة 2002، وأول هدف ذهبي في كأس العالم كان في مباراة بين فرنسا والبارغواي سنة 1998 لتفوز فرنسا بهذا الهدف. أول هدف ذهبي في مباراة مهمة جدًّا كان بين ألمانيا والتشيك في نهائي كأس الأمم الأوروبية لسنة 1996. أما عن الهدف الفضي فقد استخدم في كأس الأمم الأوروبية لسنة 2004. وقد ألغى مجلس الاتحاد الدولي كلا هاتين التجربتين.

### الكرة داخل وخارج اللعب
في القوانين هناك قاعدتان تتعلقان بلعب الكرة، وهي: الكرة داخل اللعب والكرة خارج اللعب. منذ بداية الشوط من ركلة البداية حتى نهاية الشوط، تُعتبر الكرة داخل اللعب في جميع الأوقات، إلا إذا خرجت من الملعب أو أوقف الحكم اللعب مؤقتًا. إذا صارت الكرة خارج اللعب، يُعاد اللعب بواسطة أحد قواعد الإعادات الثمانية وتستخدم هذه القواعد حسب كيفية خروج الكرة من اللعب. وهذه الإعادات هي:

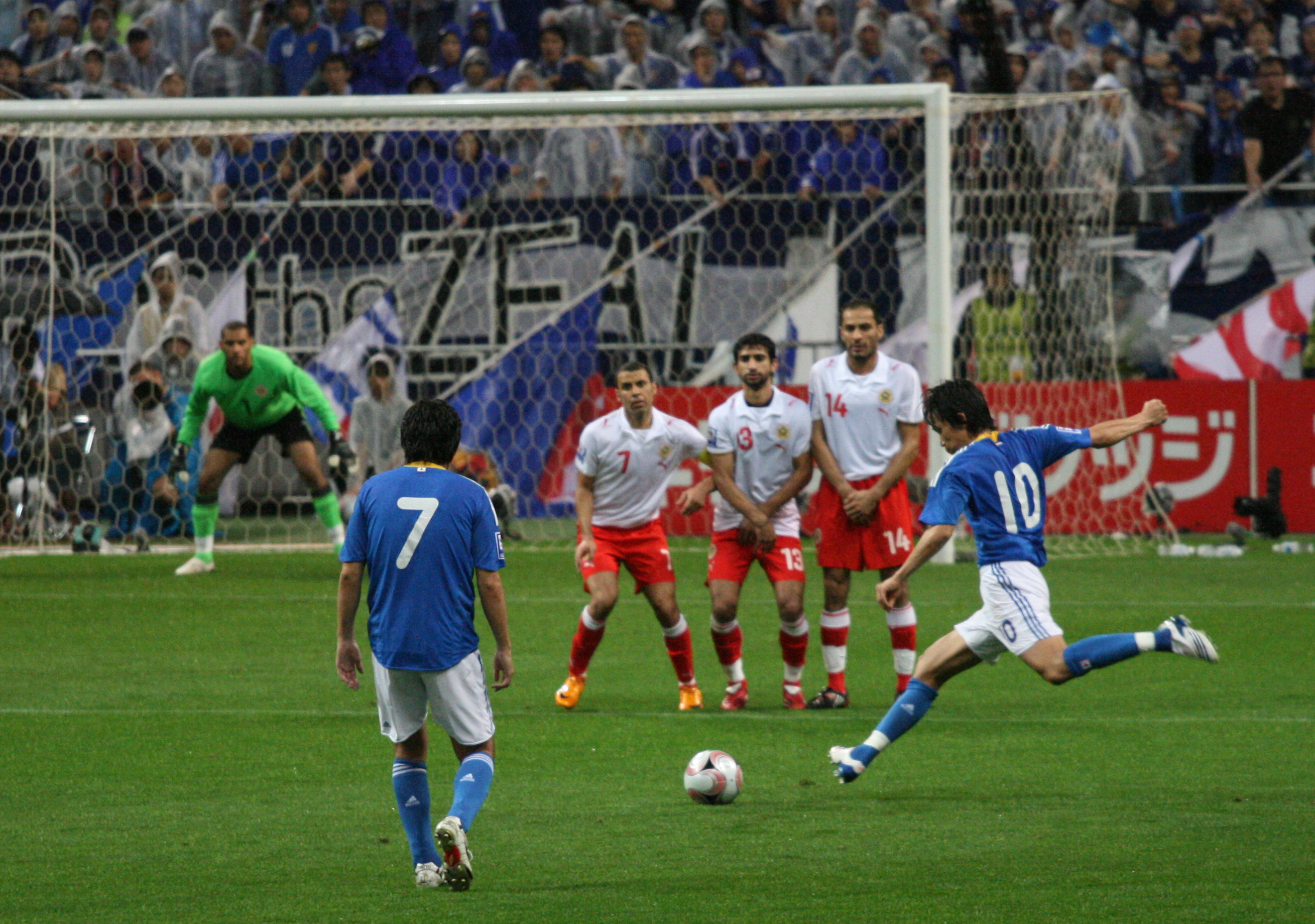
ناكامورا يحاول تنفيذ ركلة حرة بينما هناك «حائط» بشري من الفريق الخصم يحاول اعتراض الكرة المُنفَذة

- ركلة البداية: تحدث عندما يُسجل أحد الفريقين هدف، أو قبل بداية كلا الشوطين، وتُلعب من مركز الملعب.[39]
- رمية تماس: عندما تتجاوز الكرة خط التماس وتخرج من الملعب، تُحسب رمية تماس إلى الفريق الذي لم يلمس الكرة آخر مرة عندما خرجت، وتُرمى من حيث خرجت.[60]
- ركلة أو ضربة مرمى: عندما تتجاوز الكرة خط المرمى بدون أن تُسجل هدف، فإنها تُحسب للفريق المدافع إذا كانت الكرة قد لمست أحد لاعبين الفريق المهاجم آخر مرة وخرجت.[61]
- ركلة ركنية: عندما تتجاوز الكرة خط المرمى وتخرج دون أن تسجل هدف، وآخر من لمسها أحد لاعبي الفريق المدافع قبل أن تخرج، فإنها تُحسب ركلة ركنية للفريق المهاجم، تنفذ من زاوية الملعب.[62]
- ركلة حرة غير مباشرة: تمنح للفريق بعد ارتكاب الفريق الآخر أخطاء غير جزائية، تعديات تقنية، أو عندما يوقف اللعب لأجل تحذير الخصم بدون خطأ محدد قد حصل. لا يمكن أن يُحرز هدف من الركلات الحرة غير المباشرة، قبل أن يلمسها أحد اللاعبين ثم تسدد.[63]
- ركلة حرة مباشرة: تمنح للفريق الذي يُعرقل أحد لاعبيه من الفريق الآخر بطريقة غير قانونية،[63] ويمكن أن يُسجل هدف مباشرة من تسديدة من دون لمس في الركلة الحرة المباشرة.
- ركلة جزاء: تمنح للفريق الذي قام خصمه بارتكاب خطأ في منطقة الجزاء وهي تعتبر ركلة حرة مباشرة ولكن داخل المنطقة، وتنفذ من نقطة الجزاء.[64]
- كرة ساقطة: تحدث عندما يوقف الحكم اللعب لسبب ما، مثل إصابة طارئة لأحد اللاعبين أو احتكاك بين اللاعبين، أو أن يكون في الكرة عيب ما.[39]

### الأخطاء

#### أثناء اللعب
| |  |  |
| يُنذر اللاعب بالبطاقة الصفراء ويُطرد من المباراة بالحمراء. استخدمت هذه الألوان لأول مرة في كأس العالم 1970 وما زالت تستخدم منذ ذلك الوقت. |  |  |

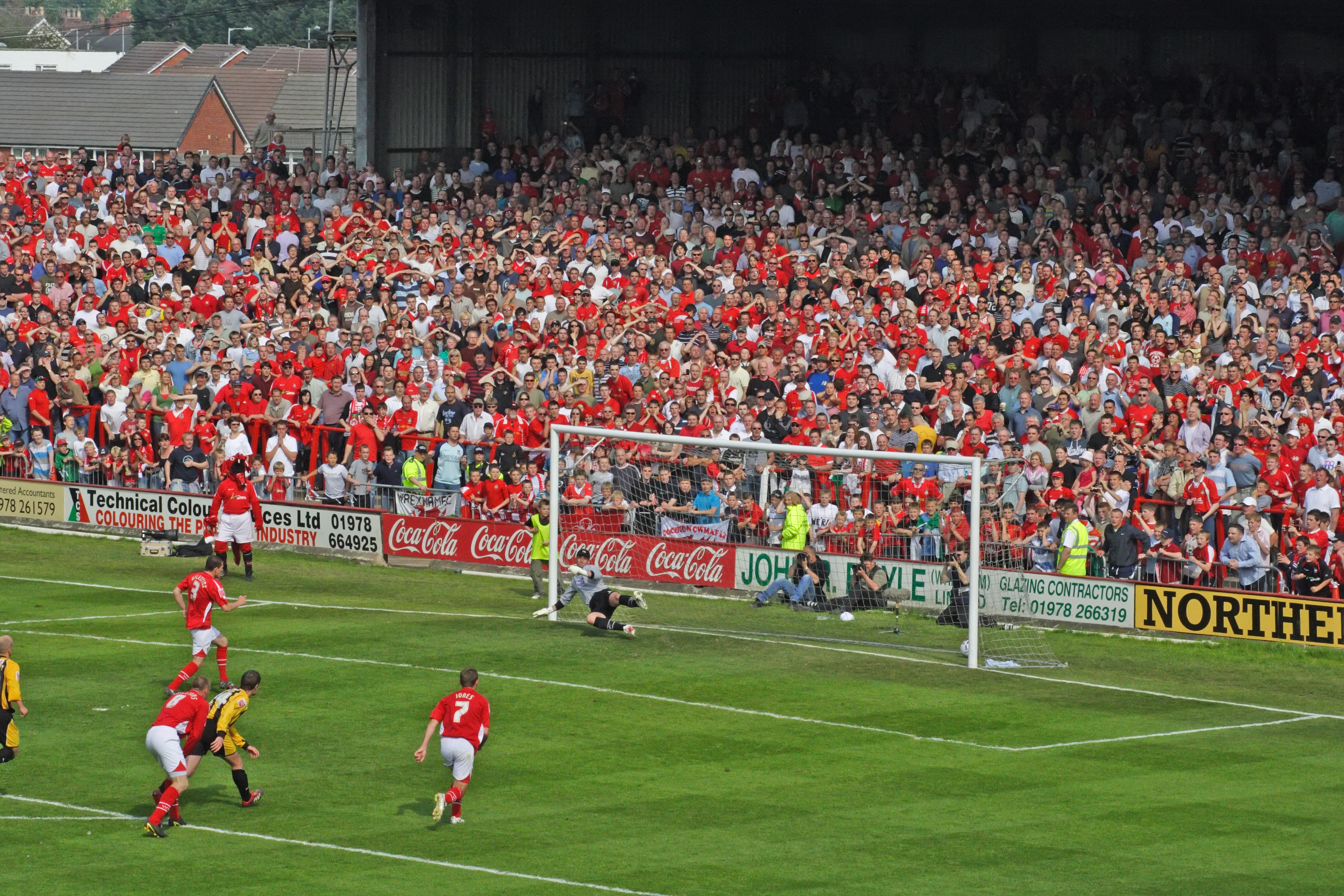
لاعب يُحرز هدفًا من ضربة جزاء أُعطيت له بعد أن ارتُكب خطأ في حق فريقه داخل منطقة الجزاء

يحدث خطأ عندما يرتكب اللاعب مخالفة مذكورة في قوانين اللعبة أثناء اللعب؛ وإذا أصاب اللاعب زميله متعمدًا يجبر على دفع تكاليف علاجه والتوقف مدة إصابة الأخير، إلى أن يتعافى، وهذا بسبب تعمده إصابته. هذه الأخطاء تعتبر مخالفات (فاول) وهي مذكورة في القانون الثاني عشر. مثال على الأخطاء الجزائية لمس الكرة عمدًا أو دفع الخصم، أو عرقلة الخصم وتحدث المعاقبة بافتعال ضربة حرة مباشرة أو ضربة جزاء حسب مكان الخطأ. المخالفات الأخرى يُعاقب عليها بالضربات الحرة غير المباشرة. يعاقب الحكم اللاعب بإنذاره برفع البطاقة الصفراء له أو طرده برفع البطاقة الحمراء له. إذا حصل اللاعب على بطاقة صفراء ثانية في المباراة، فكأنه حصل على بطاقة حمراء وبذلك يُطرد. اللاعب الذي يحصل على بطاقة صفراء يظهر بأنه «مسجل»، فيكتب الحكم اسم اللاعب في مذكرته الصغيرة الرسمية، ليتذكره لاحقًا. إذا طُرد اللاعب لا يمكن جلب لاعب بديل مكانه. يمكن للخطأ أن يحدث في أي وقت، وعلى الرغم من أن الأخطاء قد نص عليها وحصرت في قائمة القانون الثاني عشر، فإن قرارات العقوبة واسعة وغير محصورة. جريمة السلوك غير الرياضي يتعامل معها على أنها انتهاك لروح اللعبة. لا يمكن للحكم أن يوجه بطاقة صفراء أو حمراء لغير اللاعبين مثل المدرب والمشجعين والموظفين لكن قد يطردوا من المساحة التقنية إن لم يضبطوا سلوكهم بطريقة مسؤولة. إلى جانب توقيف اللعب، يمكن للحكم أن يأمر باستمرار اللعب إذا كانت الكرة عند فريق قد ارتُكب ضده مخالفة من الفريق الآخر، وذلك لصالحه. وذلك يسمى «اللعب لصالح». جميع قرارات الحكم في الملعب نهائية وتُنفذ بدون اعتراض. لا يمكن التعديل في النتيجة بعد المباراة ولو كانت أحد الأهداف غير صحيحة أو كانت قرارات الحكم خاطئة.

#### خارج الملعب
إلى جانب تطبيق القوانين العامة للرياضة داخل الملعب، يمكن لاتحادات كرة القدم والمنافسات تنظيم تطبيق قوانين «التصرف الجيد» أيضًا ضمن نطاق أوسع من اللعبة، أي خارج الملاعب، وذلك عبر التعامل مع مشاكل مختلفة قد لا يكون لها شأن مباشر بالمباريات مثل التصريحات التي يدلي بها أحد الاعبين في الصحافة، والإدارة المالية للأندية، وتعاطي أحد اللاعبين المخدرات، وتزوير السن. بعض الحوادث التي تحدث على الملعب، إذا كانت بالغة الخطورة (مثل ادعاءات الاعتداءات العنصرية)، قد تعطي للحكم مزيدًا من السلطة لحسمها وإنهائها. بعض الاتحادات تتيح الاستئناف ضد لاعب موقوف في الملعب إذا شعرت الأندية بأن قرارات الحكم خاطئة أو قاسية كثيرًا.
العقوبات التي تُفرض بسبب المخالفات قد تُفرض على اللاعب أو على الفريق بأكمله. وتشمل العقوبات الغرامات وخصم النقاط (في بطولات الدوري) أو حتى الطرد من البطولة. مثلًا الدوريان الإنجليزي والإسكتلندي يخصمان عشر نقاط من الفريق الذي لا يقوم بسداد ديونه.

## الهيئات المسؤولة

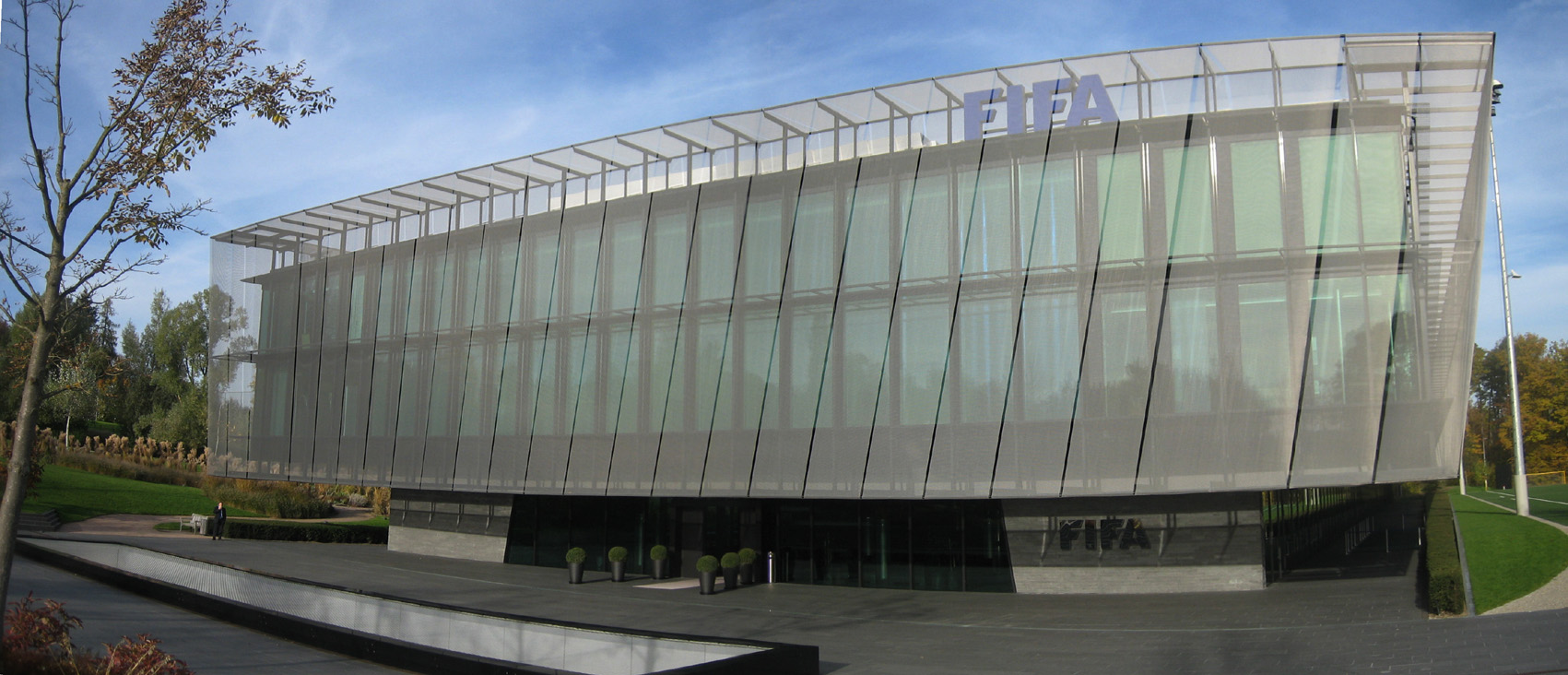
مقر الفيفا، الهيئة العالمية المنظمة لكرة القدم بمدينة زيورخ

اتحاد الفيفا هو الاتحاد المعترف به لكرة القدم (والألعاب الجماعية الأخرى مثل الكرة الخماسية وكرة القدم الشاطئية). يقع مقر الفيفا في مدينة زيورخ السويسرية. وهناك ستة اتحادات قارية تابعة له وهي:
- آسيا: الاتحاد الآسيوي لكرة القدم (AFC)
- أفريقيا: الاتحاد الأفريقي لكرة القدم (CAF)
- أمريكا الوسطى والشمالية والكاريبي: اتحاد أمريكا الشمالية والوسطى والبحر الكاريبي لكرة القدم(CONCACAF)
- أوروبا: الاتحاد الأوروبي لكرة القدم (UEFA)
- أوقيانوسيا: اتحاد أوقيانوسيا لكرة القدم (OFC)
- أمريكا الجنوبية: اتحاد أمريكا الجنوبية لكرة القدم (CONMEBOL)

الاتحادات الوطنية تتابع شؤون كرة القدم داخل الدول، شرط أن تكون تلك الدول ذات سيادة كاملة (مثلًا اتحاد الكاميرون لكرة القدم في الكاميرون) وتشمل أيضًا عدد أصغر من الاتحادات لتقسيمات إدارية فرعية أو مناطق الحكم الذاتي (مثلًا اتحاد اسكتلندا لكرة القدم في اسكتلندا). هناك 208 اتحادات وطنية مرتبطة مع الفيفا واتحاداتها القارية الخاصة.
وفى حين ترعى الفيفا تنظيم البطولات ومعظم القوانين للمنافسات الدولية، فإن القوانين الحقيقية للعبة تم وضعها على يد أعضاء مجلس الاتحاد الدولي لكرة القدم، حيث هناك صوت واحد لاتحادات المملكة المتحدة، بينما هناك أربع أصوات للفيفا.

## المنافسات العالمية

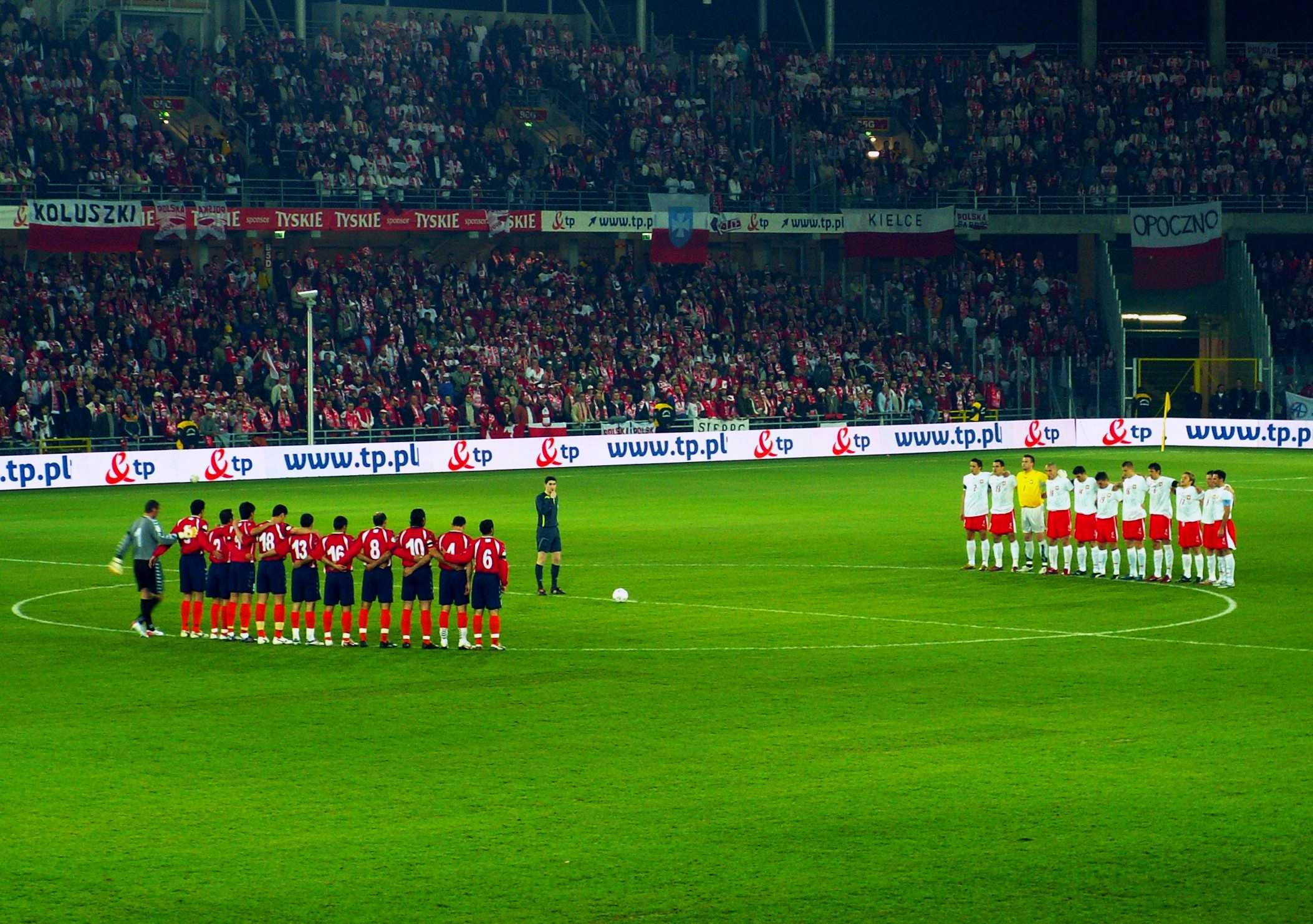
دقيقة صمت قبل مباراة دولية

المنافسة العالمية الأكبر في كرة القدم هي كأس العالم، وتنظمها الفيفا. تجري هذه المنافسة كل أربعة أعوام، وتقريبًا يشارك ما بين 190 و200 منتخبا وطنيا في التصفيات المؤهلة لنهائيات كأس العالم، تحت إشراف الاتحادات القارية، وتحاول تلك المنتخبات أن تحتل مكانًا لها في النهائيات. في نهائيات كأس العالم التي تُقام كل 4 سنوات، يشارك 32 منتخب وطني خلال أربعة أسابيع. آخر منافسة كأس عالم أُقيمت في سنة 2022 في قطر من 20 نوفمبر إلى 18 ديسمبر، وقد فاز بها المنتخب الأرجنتيني بعد أن انتصر على نظيره المنتخب الفرنسي على أرضية استاد لوسيل بنتيجة 4-2 بركلات الترجيح بعد الوقت الإضافي لتعادل 3-3.
تدخل لعبة كرة القدم الألعاب الأولمبية وتقام بطولة في كل دورة ألعاب صيفية منذ سنة 1900، باستثناء دورة سنة 1932 في لوس أنجلوس. قبل بداية كأس العالم، كان الأولمبياد (وخاصة في عشرينات القرن الماضي) يقوم مقام كأس العالم، على أن البطولات كانت للهواة فقط. منذ دورة سنة 1984 صارت مشاركة اللاعبين المحترفين مسموحة في الأولمبيادات، وإن كان مع بعض القيود التي تمنع الدول من المشاركة بواسطة أقوى الجانبين. حاليًا كرة القدم للرجال في الأولمبياد يلعبها اللاعبون تحت سن 23 سنة. أما في الماضي فقد سُمح للاعبين أكبر سنًّا بالمشاركة في الأولمبياد. أضيفت بطولة للنساء في عام 1996 تماثل بطولة الرجال، وسمح لجميع المنتخبات الوطنية أن تشارك فيها من دون وضع حد للسن.
تعتبر المنافسات القارية أكثر البطولات والمنافسات أهمية في العالم بعد كأس العالم، وهي تنظم من قبل الاتحادات القارية وتلعب فيها المنتخبات الوطنية من القارة نفسها. البطولات القارية هي: كأس الأمم الأوروبية (UEFA)، وكأس آسيا (AFC)، وكوبا أمريكا (CONMEBOL)، وكأس الأمم الأفريقية (CAF)، وكأس كونكاكاف الذهبية (CONCACAF) وكأس أوقيانوسيا للأمم (OFC). كأس العالم للقارات هي منافسة تُنظم بين الفائزين الستة بالبطولات القارية وفائز كأس العالم والدولة المستضيفة للبطولة. هذه البطولة تعتبر بمثابة تسخين لبطولة كأس العالم القادمة ولكن لا تحمل نفس نظام كأس العالم. أهم المنافسات التي تحدث بين الأندية في كرة القدم هي المنافسات القارية، والتي تُنظم بين أندية كل قارة مثل دوري أبطال أوروبا في أوروبا وكأس ليبرتادوريس في أمريكا الجنوبية. كل من فاز ببطولة قارته يشارك في كأس العالم لأندية كرة القدم التي تنظم بين بطل كل قارة.

## المنافسات المحلية

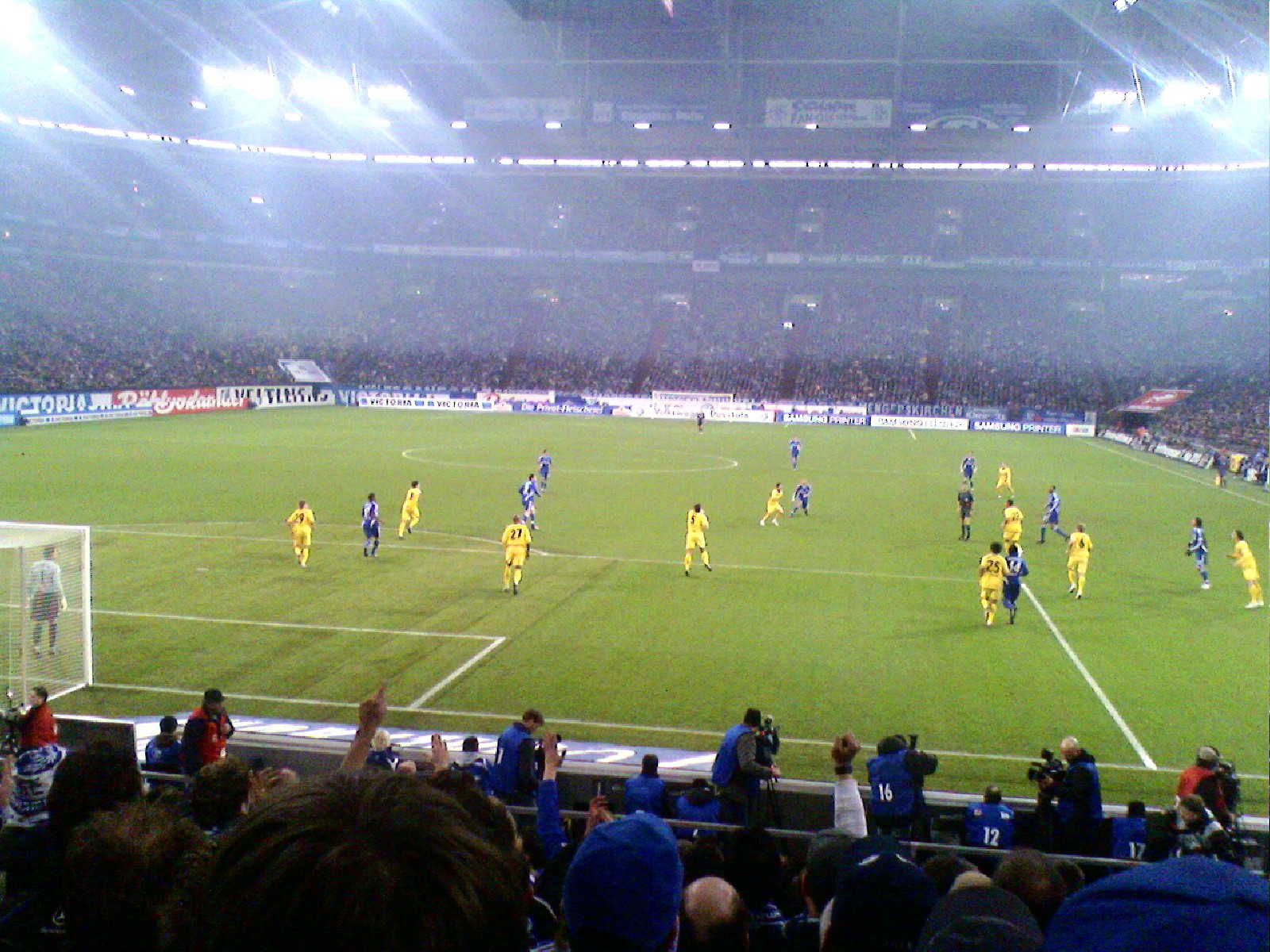
بروسيا دورتموند ضد شالكه 04 في بوندسليغا، أعلى دوري في ألمانيا

الهيئات المسؤولة لكرة القدم في كل دولة تدير نظام دوري يُلعب في كل موسم محلي، ويقسم إلى عدة درجات، بحيث يحصل كل فريق في الدوري على النقاط في الموسم اعتمادًا على النتائج التي يحققها. توضع الفرق في جدول وتُرتب حسب عدد النقاط التي أحرزها كل منها. عادةً، يواجه الفريق جميع الأفرقة في الدوري مرتين، في أرضه مرة وخارج أرضه مرة أخرى ضد أي فريق آخر في كل موسم، وبطولة الدوري هي جولة مجموعة نهائية يتحدد فيها الفائز عن طريق عدد النقاط. في نهاية الموسم يحصل الفريق الذي في المركز الأول على البطولة ويصبح البطل. النوادي في المراكز الأولى قد ترتفع إلى درجة أعلى، والنوادي في المراكز الأخيرة قد تنزل إلى درجة أقل من الدرجة التي تلعب فيها. الأندية التي تحتل المراكز الأولى قد تلعب أيضًا في المسابقات الدولية في الموسم التالي. يظهر الاستثناء لهذا النظام في بعض الدوريات الأمريكية اللاتينية التي تقسم بطولات كرة القدم لصنفين: الافتتاح والختام، وهي تتوج بطلًا لكلاهما. معظم البلدان تضيف بطولة «كأس» إلى جانب الدوري وهذه البطولة تعتمد على نظام خروج المغلوب بشكل تام.
الدرجات الأعلى في دوريات بعض البلدان قد تدفع فرقها مبلغًا عاليًا للنجوم اللاعبين، بينما قد يعمل لاعبي فرق الدرجات الأقل أعمالًا مؤقتة. أفضل خمسة دوريات في أوروبا - بوندسليغا (ألمانيا)، وبريميرليغ (إنجلترا)، ولا ليغا (أسبانيا)، وسيريا أي (إيطاليا) وليغ 1 (فرنسا)- تجذب أفضل لاعبي العالم وكل دوري منهم يبلغ مجموع أجور تكاليفه 600 مليون جنيه إسترليني (763 مليون يورو أو 1.185 مليار دولار).

## أشكال أخرى

### كرة القدم النسائية

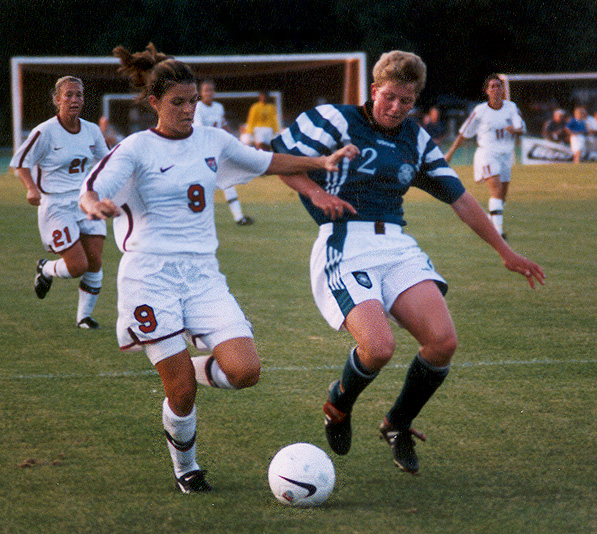
مباراة كرة قدم نسائية دولية بين منتخبي ألمانيا والولايات المتحدة.

لعبت النساء كرة القدم منذ سنة 1895، وهو تاريخ أول مباراة كرة قدم مسجلة للنساء في شمال لندن. صار لهذه الرياضة تقليديًّا علاقة مع الألعاب الخيرية والتمارين البدنية ولا سيما في المملكة المتحدة. لكن هذه النظرة بدأت تتغير في سبعينات القرن العشرين مع إنشاء كرة القدم النسائية في المملكة المتحدة. كرة القدم النسائية هي إحدى الرياضات الأبرز في عدة بلدان حاليًا، وإحدى الرياضات القليلة التي توفر دوريات محترفة للنساء.

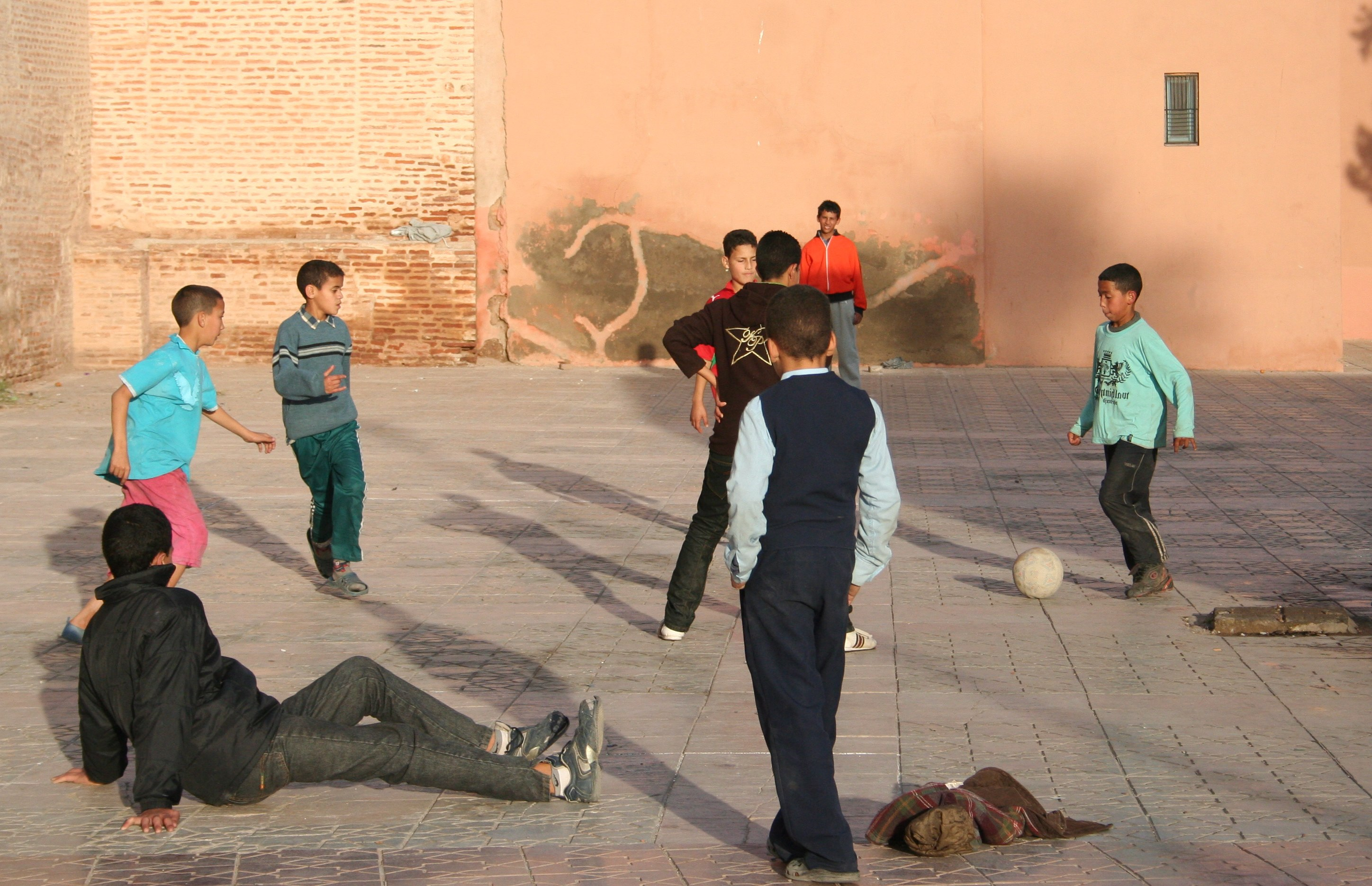
صبية في المغرب يلعبون شكلًا شعبيًّا من أشكال كرة القدم ضمن مساحة ضيقة.

شهد نمو كرة القدم النسائية في العالم انطلاق المنافسات الكبيرة على المستويين الوطني والدولي كما منافسات الرجال. واجهت كرة القدم النسائية العديد من الصعوبات، وشهدت عصرها الذهبي في المملكة المتحدة في بداية عشرينات القرن العشرين، حيث كانت تجتمع الحشود لتصل إلى 50000 متفرج في بعض المباريات، ولكن هذا توقف في 5 ديسمبر 1921 عندما صوَّت الاتحاد الإنجليزي لكرة القدم بحظر اللعبة من الأراضي التي تستخدمها النوادي الأعضاء. أُلغي حظر الاتحاد في عام 1969 مع تصويت الاتحاد الأوروبي لكرة القدم على الاعتراف رسميًّا بكرة القدم النسائية في عام 1971. نُظم كأس العالم لكرة القدم للسيدات لأول مرة في عام 1991، وأصبحت هذه البطولة تُنظم كل أربع سنين منذ ذلك الوقت.

### أنواع أخرى
الأشكال المختلفة من كرة القدم قد تنظم بعدد أقل من اللاعبين (مثل رياضة 5 لكل جانب) وقد تلعب في أرض غير عشبية (مثل كرة القدم الشاطئية وكرة الصالات) وقد تنظم لأفرقة يعانون من إعاقات (مثل كرة قدم للمعاقين). إحدى الأشياء التي تجتذب الناس للعب كرة القدم هي إمكانية لعبها في الأحياء وبعدد قليل من المعدات، فالمباراة يُمكن أن تلعب في أي مساحة مفتوحة ذات حجم مقبول للملعب مع كرة وأداتان تحددا المرمى وتكونان بمثابة عارضتين. في مثل هذه المباريات يمكن أن يتخذ كل جانب إحدى عشر لاعب، ويستخدم كلًّا منهما عددًا محدودًا أو معدلًا من القوانين الرسمية للعبة، ويمكن أن يدير اللاعبون المباراة بأنفسهم.

## وصلات خارجية
- الفيدرالية الدولية لكرة القدم (فيفا)
- قوانين لعبة كرة القدم (LOTG)
- مؤسسة إحصائيات لعبة كرة القدم (RSSSF)
- كرة القدم على مشروع الدليل المفتوح